# Carrer del Portalet
El Carrer del Portalet és una via pública de Besalú (Garrotxa) protegida com a Bé Cultural d'Interès Local.

## Descripció
El carrer Portalet és un dels carrers més antics de Besalú. Aquest s'inicia des de la plaça de la Llibertat i discorre en direcció Nord-Sud cap al riu i les muralles. En el carrer trobem el conjunt de la Cúria reial i a la part final del carrer la muralla del Portalet.